# Порак
Порак (арм. Փորակ, азерб. Axarbaxar) — вулкан, расположенный на границе Армении и Азербайджана, на Восточно-Севанском хребте.
Остывшая лава распространена по всем сторонам от вулкана.

## История
Интересный исторический факт о вулкане Порак сообщает царь Аргишти I. Согласно сведениям царя, во времена его правления государством Урарту (786—764 г. до н. э), извержение вулкана, которое сопровождалось землетрясением, способствовало завоеванию урартской армией города Бехора. В результате извержения и землетрясения здания и сооружения Бехоры были разрушены.

Когда мы во второй раз осадили Бехору, произошло извержение вулкана, и вслед за ним землетрясение, из-за чего город значительно пострадал. И мы захватили Бехору.
— Клинописи царя Аргишти I